# Nils Grevillius
Nils Grevillius, född 7 mars 1893 i Kungsholms församling i Stockholm, död 15 augusti 1970 i Mariefreds församling, Strängnäs kommun,
var en svensk hovkapellmästare, dirigent och musiker (violin).
Grevillius debuterade som violinist vid 9 års ålder 1902. Han studerade musik vid Musikkonservatoriet i Stockholm och blev orkesterledare för Stockholms Konsertförening vid 20 års ålder, violinist i Kungliga Hovkapellet 1911–1914 och dirigent vid Stockholms Konsertförening 1914–1920. Han var engagerad som kapellmästare vid Kungliga Operan 1922–1953 och Radioorkestern 1927–1939. Han utsågs till hovkapellmästare 1930 och var chef för hovkapellet 1932–1953. Han är känd bland annat för sitt samarbete med Jussi Björling. Grevillius tilldelades medaljen Litteris et Artibus 1952.
Nils Grevillius är gravsatt i minneslunden på Skogskyrkogården i Stockholm.